# Iossif Grigoulevitch
Iossif Romualdovitch Grigoulevitch (Иосиф Ромуальдович Григулевич) (né le 5 mai 1913 à Vilnius et mort le 2 juin 1988 à Moscou) est un fonctionnaire soviétique.
Il a été l'un des « illégaux » (agent secret sans couverture diplomatique) soviétiques les plus remarquables du XXe siècle sous la fausse identité de Teodoro B. Castro.

## Biographie
Il est né au sein d'une famille juive karaïte de Crimée.
Agent de la police secrète soviétique (NKVD), il est actif entre 1937 et 1953 en participants à des complots d'assassinat contre des communistes et des bolcheviks non fidèles à Joseph Staline. Il est notamment responsable de l'assassinat de trotskistes, qu'ils soient déclarés ou avérés, pendant la guerre d'Espagne, dont Andreu Nin, ainsi que d'une première tentative d'assassinat ratée contre Léon Trotski au Mexique.
Sous la fausse identité de Teodoro B. Castro, un riche expatrié costaricien vivant à Rome, Grigoulevitch est ambassadeur du Costa Rica en Italie et en Yougoslavie (1952-1954). Sa mission consiste à assassiner le dirigeant yougoslave Josip Broz Tito, mais celle-ci est abandonnée après la mort de Staline en 1953. Grigoulevitch s'installe ensuite à Moscou, où il travaille comme expert en histoire de l'Amérique latine et de l'Église catholique.
Il est membre de l'Académie soviétique des sciences, rédacteur en chef du magazine Obshchestvennye nauki i sovremennost (« Sciences sociales aujourd'hui ») et a publié de nombreux livres et articles sur des sujets latino-américains.